# Prestonville
Prestonville és una població dels Estats Units a l'estat de Kentucky. Segons el cens del 2000 tenia 164 habitants.

## Demografia
Segons el cens del 2000, Prestonville tenia 164 habitants, 62 habitatges, i 43 famílies. La densitat de població era de 263,8 habitants/km².
Dels 62 habitatges en un 35,5% hi vivien nens de menys de 18 anys, en un 53,2% hi vivien parelles casades, en un 9,7% dones solteres, i en un 30,6% no eren unitats familiars. En el 22,6% dels habitatges hi vivien persones soles l'1,6% de les quals corresponia a persones de 65 anys o més que vivien soles. El nombre mitjà de persones vivint en cada habitatge era de 2,65 i el nombre mitjà de persones que vivien en cada família era de 3,12.
Per edats la població es repartia de la següent manera: un 27,4% tenia menys de 18 anys, un 11% entre 18 i 24, un 34,1% entre 25 i 44, un 21,3% de 45 a 60 i un 6,1% 65 anys o més.
L'edat mediana era de 35 anys. Per cada 100 dones de 18 o més anys hi havia 101,7 homes.
La renda mediana per habitatge era de 28.250 $ i la renda mediana per família de 30.341 $. Els homes tenien una renda mediana de 23.125 $ mentre que les dones 19.375 $. La renda per capita de la població era de 12.267 $. Entorn del 14,9% de les famílies i el 17,7% de la població estaven per davall del llindar de pobresa.

## Poblacions més properes
El següent diagrama mostra les poblacions més properes.